# 传播社会学
传播社会学是传播媒介对社会影响在社会学层面的讨论，是传播学和社会学的交叉学科，同时也受社会心理学的较大影响。传播社会学以人类的传播现象为研究对象，运用来自社会学、传播学、新闻学以及社会心理学的理论和方法，将视点聚焦于人类的传播行为与社会建构、社会发展和社会变迁的相互关系上。1969年，丹尼斯·麦奎尔发表的《走向大众传播学》和1972年由其主编的《大众传播社会学》的问世，是传播社会学形成学科建制的标志。
传播社会学具体在以下几个领域有所建树：
- 大众传播的社会功能，讨论大众传媒工具（广告、公共关系、市场研究等）的发展催生的众多社会新事物，考察大众传媒缩短人与人之间的时空距离对人际关系的影响，分析大众媒介在人们交谈方式和语言标准化上的作用，寻找大众传媒在人们生活方式和家庭模式上留下的痕迹，探寻大众传媒的社会化方面不断增强的影响；
- 传播者的研究，这一方面的研究更多的是回应网络媒介的兴起，特别是web2.0时代的到来，对传统传媒的性影响和由此带来的社会变迁，主要集中在对传播者的社会属性的分析以及由此带来的传播方式的差异的研究。
- 受传者的研究，对此美国社会学家克拉伯对此进行了概述：传播工具对受传者的影响可分为，一，使本来对某一问题没有态度的形成态度；二，加强了已有的态度；三，削弱已有的态度；四，改变原有观点，使其转相反方向。
- 针对大众传媒的批判性研究，主要是研究传播给社会带来的消极、负面的影响。

## 背景
自19世纪中叶，商业报纸在美国的兴起开始，人际间的传播开始成倍的增长，开始超越有限个体间的传播而形成了大众传播。大众传播由此不断渗入人们的生活，报纸、电影、电视、广播等在成为人们生活一部分的同时，也改变着人们的思想。特别是20世纪末网络时代的到来，大众传媒更成为现代人类社会不可分割的一部分。
从传媒作为一个重要变量出现在人类社会中开始，对于它的性质和影响的研究与反思也逐渐体系化、学科化，与之相对应的是传播学在20世纪中叶的形成。同样，面对大众传媒在广度和深度上的扩展，单从新闻学或传播学视角对大众传媒的剖析已显得捉襟见肘，与其他学科的交流与融合成为走出这一困境的必由之路。传播社会学正是在应对大众传播的影响不断发展中创制、成长起来的。。

## 主要理论
一般而言，分析传播活动与社会之间相互作用的理论，可以分为三种流派：传统学派、批判学派和发展学派。三者各有特点，又相互补充。
传统学派从维护现有秩序的立场出发，分析传播活动对社会的影响，因为其研究视角多是微观性的，其研究的对象也集中在受众身上，并且强调实证在研究过程中的重要性。
受马克思主义影响较多的批判学派，不同于传统学派聚焦于微观的研究路径，更多的将个体置于社会的大背景下，研究传媒与权力，传媒与意识形态，传媒与文化的关系。方法上更倾向于将定性与定量结合，将传播者、受众等因素，以及传播过程的诸多环节至于社会制度下加以综合考察。
发展学派主张以历史的眼光看待传媒的价值与作用，具体来说，大众传媒是现代化的重要标志，主张国家（特别是发展中国家）应该发展大众传媒，同时也要注意这其中对自己利益的保护。

### 传统学派
媒介依赖理论，美国社会学家梅尔文·德福雷在1976年出版的《大众传播媒介的依赖理论》书中首次特出这一理论，其基本观点是受众对大众传媒具有依赖性。这一观点的出发点是，当代社会的人们要实现生存和发展的两个重要因素是目标和资源，人们对这两个因素的需求则是以对信息的需求为桥梁的。也就是说，作为大量信息提供源的大众传媒成为人们依赖的对象。同时，这种依赖关系又是相互的，在人们对大众媒体需要的同时，其自身的发展离不开国家、社会的支持，也就是说，大众传媒是嵌入社会系统中的。进一步的，从这种相互依赖关系中，我们可以得到媒介系统与其他社会系统的合作与冲突的来源，即双方在实现各自目标过程中，不相互依赖对方的资源则是冲突的来源，对彼此资源的依赖与使用则能促成合作。
情景论，美国传播学学者梅罗维茨在20世纪80年代出版的《空间感的失落》提出此观点。他的情景论是对戈夫曼拟剧理论和麦克卢汉的媒介理论的糅合，即承认人们在他人面前会通过一定的技巧来展现自己，这也就是特定情境下的自我行为调整，以及媒体会对社会情境产生影响。由此进一步提出媒体所营造的特定情境会出事人们产生对应的措施。这里理论其目标指向主要是进一步解释传播媒介是社会系统的重要部分，对社会结构有巨大影响。　
型塑论，美国传媒学家乔治·格伯纳从20世纪60年代开始提出相关理论，并经过二十多年的研究与归纳，最终形成于《与电视共成长：社会化的观点》一书中。型塑论的出发点是受大众传媒长期影响的人的价值观会随之改变，从而与传媒所倡导的价值观重合。在此，这一理论着重探讨了传媒在公共空间中对价值观的选择与整合，从而对主流价值观的形成产生助推。
模式化理论，美国心理学家班杜拉于1977年出版的《社会学习理论》中的观点是这一理论的出发点。班杜拉在社会学理论中认为个人的行为时有个人与环境交互作用产生的，行为、环境以及个人内在因素三者相互作用。并且认为人的社会行为大部分是在观察、模仿中习得的。传播学学者且此为依据，将这一理论扩展到传播学理论。该理论认为，大众传媒为人们提供了足够多的行为模式，人们根据自身条件和喜好，通过大众传媒模仿、学习其中的一些模式。这一理论着重探讨了传媒对人社会化的影响，进一步强调了传媒的影响是深远且彻底的。

### 批判学派
法兰克福学派的大众文化批判理论，作为西方重要的马克思主义学派的理论，法兰克福学派将矛头对准资本主义制度和资产阶级，控诉他们通过操纵大众传媒来侵蚀民众的革命意志。福利国家、意识形态和科学技术的合谋，加强了对人民的控制，尤其是通过大众传播所塑造的大众文化给人民提供了虚假的心理满足，将控制延伸到心理层面，使其丧失批判能力。在此，该理论将对人的解放放到了对心理层面的解放，甚至认为只有对心理层面的束缚物的革命，才能获得人最终的自由。
政治经济学的传媒理论，英国政治经济学者彼得·戈尔汀、格拉姆·默道特、詹姆斯·克伦等是这一理论的代表。该理论认为只有将传媒与社会的政治、经济制度联系起来，才能更全面的了解传媒所起的作用，切入视角多是传播者。这一理论着重探讨了所有制结构以及市场对传媒的约束力，特别是西方国家垄断化的传播体系下政治、经济的发展趋势。
社会文化理论，英国的伯明翰学派是社会文化理论的代表，其代表学者有斯图亚特·霍尔、雷伊蒙德·威廉姆斯等。该理论注重传播媒介的社会文化背景，探求一个社会中的大众文化与大众传媒的关系。主张研究媒介产品的时候不仅研究文本内容，更应该对产生这一产品的社会文化背景进行分析。
社会需求论，美国社会学家默顿所代表的结构-功能主义研究学派的传媒理论认为，大众传播是维持现有社会秩序的重要工具，前提条件是其能适应社会的需求。对于适应社会需求的的标准，默顿给出了如下三条：一，大众传播的意图是适应社会传播；二，公众接受传媒内容的效果；三，传媒应按照公众的需求提供信息。 并且默顿还认为没有必要要求媒体起到指导思想的作用，在既定法律法规的制约下，媒体自然就能实现对信息的正确筛选工作。
思想统治权理论，意大利共产党领导人葛兰西在马克思主义的指导下提出“霸权”思想，认为在任何时代中，占统治地位的思想都是统治阶级的思想。思想统治权理论强调大众传媒对于维护统治阶级利益的关键作用，而非辅助作用。通过对资本主义社会中大众传播与统治阶级的研究，葛兰西认为通过大众传播的统治不是简单的进行思想灌输，而是在制造一种认同，让大众认同某些观念，甚至参与到这些观念的建构中。面对被统治者，统治者不是简单的剪除，而是通过将其利益纳入自身体系中，从而达到自身体系的维系。。。

### 发展学派
社会进步助推理论，美国社会学家勒纳通过对中东国家现代化历程和水平的调查缩写成的《传统社会的消逝——中东的现代化》一书中，指出现代化的实现与标志是由城市化、全民教育、普及化的大众传播和公众参与四个要素构成。在此，他把大众传媒看作是社会进步的推进器，指出发展大众传媒对于发展中国家的现代化的重要意义。与此相类似的还有美国传播学者施拉姆在《大众传播媒介与国家发展——信息对发展中国家的作用》中认同这一观点，并进一步指出正是因为信息在发展中国家传播的不平衡与拥塞，给其经济与社会的发展造成很大障碍。。。